# Rajd Polski 1968

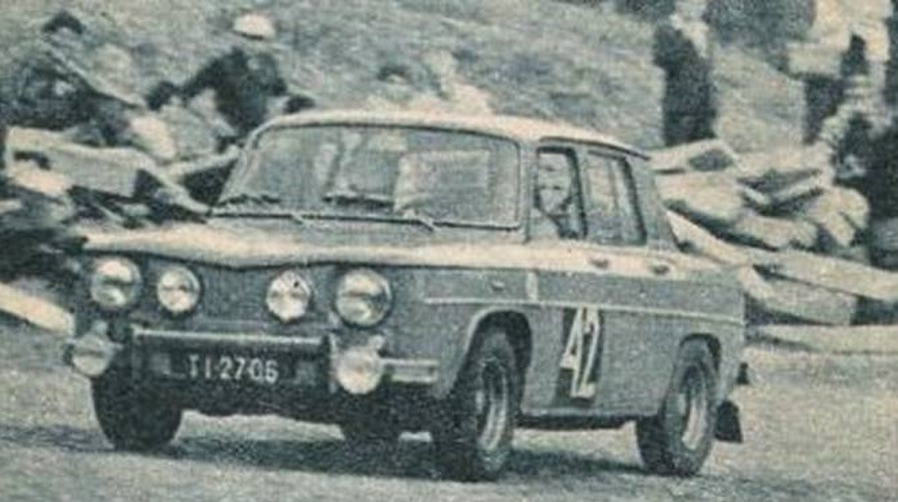
Zwycięska załoga 28 Rajdu Polski Krzysztof Komornicki i Zygmunt Wiśniowski – Renault 8 Gordini

Rajd Polski 1968 (XXVIII Rajd Polski) – 28. edycja rajdu samochodowego Rajd Polski rozgrywanego w Polsce. Rozgrywany był od 1 do 4 sierpnia 1968 roku. Bazą rajdu był Kraków. Rajd był trzecią rundą Rajdowych samochodowych mistrzostw Polski w roku 1968 oraz również trzecią rundą Rajdowego Pucharu Pokoju i Przyjaźni w roku 1968.

## Wyniki końcowe rajdu
| Miejsce                | Kierowca               | Pilot                  | Samochód               | Czas                   | Strata                 |                        |
| Klasyfikacja generalna | Klasyfikacja generalna | Klasyfikacja generalna | Klasyfikacja generalna | Klasyfikacja generalna | Klasyfikacja generalna | Klasyfikacja generalna |
| ---------------------- | ---------------------- | ---------------------- | ---------------------- | ---------------------- | ---------------------- | ---------------------- |
| 1                      | Krzysztof Komornicki   | Zygmunt Wiśniowski     | Renault 8 Gordini      | 3:42:25                | -                      |                        |
| 2                      | Zdeněk Kec             | Mojmír Klíma           | Renault 8 Gordini      | 3:56:39                | +14:14                 |                        |
| 3                      | Oldřich Horsák         | Jiří Motal             | Škoda 1100 MB          | 4:05:07                | +22:42                 |                        |
| 4                      | Jens Nielsen           | Henning Henriksen      | Volvo 122 S            | 4:07:31                | +25:06                 |                        |
| 5                      | Hans Rüütel            | Gunnar Holm            | Moskwicz 408           | 4:24:43                | +42:18                 |                        |
| 6                      | Yevgeniy Andreyev      | Edvard Singurindi      | Moskwicz 408           | 4:29:30                | +47:05                 |                        |
| 7                      | Milan Žid              | Josef Čech             | Škoda 1100 MB          | 4:47:58                | +1:05:33               |                        |
| 8                      | Margeret Lowrey        | Alice Watson           | Ford Escort Twin Cam   | 4:56:05                | +1:13:40               |                        |
| 9                      | Milan Břicháč          | Břetislav Bil          | Škoda 1100 MB          | 5:11:58                | +1:29:33               |                        |
| 10                     | Ryszard Żyszkowski     | Tadeusz Kurmanowicz    | Fiat 850               | 5:27:17                | +1:44:52               |                        |
| Klasyfikacja CoPaF     |                        |                        |                        |                        |                        |                        |
| 1                      | Krzysztof Komornicki   | Zygmunt Wiśniowski     | Renault 8 Gordini      | 3:42:25                | -                      |                        |
| 2                      | Zdeněk Kec             | Mojmír Klíma           | Renault 8 Gordini      | 3:56:39                | +14:14                 |                        |
| 3                      | Oldřich Horsák         | Jiří Motal             | Škoda 1100 MB          | 4:05:07                | +22:42                 |                        |
| 4                      | Hans Rüütel            | Gunnar Holm            | Moskwicz 408           | 4:24:43                | +42:18                 |                        |
| 5                      | Yevgeniy Andreyev      | Edvard Singurindi      | Moskwicz 408           | 4:29:30                | +47:05                 |                        |
| 6                      | Milan Žid              | Josef Čech             | Škoda 1100 MB          | 4:47:58                | +1:05:33               |                        |
| 7                      | Milan Břicháč          | Břetislav Bil          | Škoda 1100 MB          |                        | +1:29:33               |                        |
| 8                      | Ryszard Żyszkowski     | Tadeusz Kurmanowicz    | Fiat 850               |                        | +1:44:52               |                        |
| 9                      | Ryszard Kopczyk        | Wojciech Siwecki       | Alfa Romeo Giulia Ti   |                        | +1:46:15               |                        |
| 10                     | Jan Soczek             | Zbigniew Kołaczkowski  | Renault 10             |                        | +1:54:37               |                        |

| 1. | Polska         |
| 2. | Czechosłowacja |
| 3. | ZSRR           |

## Klasyfikacja końcowaRSMP[6][7]
Do klasyfikacji RSMP zaliczany był tylko I etap rajdu i początkowa część II etapu (do Punktu Kontroli Czasu 20 - Wodzisław Śląski).
| Miejsce | Kierowca               | Pilot               | Samochód          | Czas | Strata | Grupa Klasa |
| ------- | ---------------------- | ------------------- | ----------------- | ---- | ------ | ----------- |
| 1       | Sobiesław Zasada       | Ewa Zasada          | Porsche 911 S     |      |        | 6           |
| 2       | Antoni Weiner          | Jan Karel           | BMW 1600 TI       |      |        | 5           |
| 3       | Krzysztof Komornicki   | Zygmunt Wiśniowski  | Renault 8 Gordini |      |        | 4           |
| 4       | Longin Bielak          | Władysław Domański  | Polski Fiat 125p  |      |        | 4           |
| 5       | Henryk Ruciński        | Czesław Murawski    | BMW 1600 TI       |      |        | 5           |
| 6       | Ryszard Nowicki        | Elżbieta Wojtowicz  | NSU 1000 TT       |      |        | 4           |
| 7       | Ryszard Żyszkowski     | Tadeusz Kurmanowicz | Fiat 850          |      |        | 1-2         |
| 8       | Henryk Mandera         | Rudolf Orliński     | Wartburg 312      |      |        | 3           |
| 9       | Włodzimierz Groblewski | Jacek Żukowski      | NSU Prinz 1000 S  |      |        | 3           |
| 10      | Andrzej Wojciechowski  | Jan Wojczaczek      | NSU Prinz 1000 S  |      |        | 3           |